# Vjasna
Vjasna (belarusiska: Вясна, (årstiden) Vår på svenska) är en belarusisk medborgarrättsorganisation som grundades 1996 av fredspristagaren Aliaksandr Bialiatski efter upplösningen av landets parlament.
Organisationen ger finansiellt och juridiskt stöd till politiska fångar och personer som förföljs i Belarus på grund av sina politiska åsikter. På grund av Vjasnas bevakning av det belarusiska presidentvalet 2001 förlorade de sin ställning som registrerad ideell organisation (NGO) genom ett beslut av Högsta domstolen 2003. 
I december 2012 stängde de belarusiska myndigheterna organisationens kontor i Minsk. Verksamheten har dock fortsatt under inofficiella former från Polen och Litauen. Vjasna tilldelandes 2023 FN:s pris för mänskliga rättigheter.